# Toca Boca
Toca Boca är ett spelföretag som utvecklar datorspel för barn i mobiltelefoner och surfplattor.
Toca Boca utvecklar appar för mobiltelefoner och surfplattor och har mer än 100 miljoner användare över hela världen. Grunden för Toca Bocas spel är att barnen ska kunna förstå dem utan instruktioner från en vuxen. Spelen går varken att vinna eller förlora och de har heller inte high scores eller banor.  
Toca Boca grundades i september 2010 av svenskarna Emil Ovemar och Björn Jeffery, som båda var verksamma inom Bonnierkoncernen. Ovemar och Jeffery ansåg att det saknades bra pedagogiska och lekfulla pekskärmsspel för de allra yngsta spelarna. Företaget lanserade sin första app, Helicopter Taxi, i mars 2011 och har sedan dess lanserat ytterligare nära 50 appar, vilket gör företaget till en av de största apputvecklarna inom barnspelssegmentet. Apparna hade efter ett par år laddats ner mer än 140 miljoner gånger från användare i över 230 marknader. År 2014 hade företaget kontor i San Francisco och Stockholm, 23 anställda och en omsättning på 82 miljoner kronor. Samma år gjorde Toca Boca en vinst på över 11 miljoner kronor.[källa behövs]
Bonnier sålde 2016 Toca Boca till den kanadensiska leksaks- och underhållningsföretaget Spin Master för 263 miljoner kronor.. År 2020 tillträdde Fredrik Löving som Toca Bocas nya VD.. Under 2020 ökade Toca Bocas tillväxt och Spin Master uppgav i sin årsredovisning att Digital Games, där Toca Boca utgör en väsentlig del, omsatte över 660 miljoner kronor. Toca Bocas aktiva användare per månad fördubblades från 20 miljoner till över 40 miljoner globalt. Tre fjärdedelar av användarna kom från Toca Bocas mest populära app Toca Life World. Toca Life World kan liknas vid en digital dockskåpsvärld som uppmuntrar och stöttar spelarens fantasi och kreativitet.
Om namnet Toca Boca
Toca Boca betyder “Röra munnen” på spanska och kommer sig av att spelaren skulle röra vid logotypens färgglada mun för att starta de första spelen som företaget utvecklade.

## Appar
Toca Boca har sedan starten lanserat 46 appar och spel som hittills (2021) laddats ner mer än 444 miljoner gånger från över 230 marknader. Det gör Toca Boca världsledande inom barnspelssegmentet i App Store. Bland Toca Bocas appar kan nämnas: 
Helicopter Taxi
Helicopter Taxi, den första app Toca Boca lanserade, var ett digitalt spel med förstärkt verklighet (engelska: Augmented Reality). Genom att använda surfplattans eller mobilens kamera kunde användaren välja sex horisontella ytor i sin egen närmiljö och göra dem till landningsplatser för helikoptern: “stranden”, “det höga huset”, “fabriken”, “sjukhuset” och “hangaren”. De fysiska platserna behövde inte matcha beskrivningarna av landningsplatserna, och de behövde inte heller vara exakta eller konsekventa. Karaktärerna man spelade med utgjordes av två piloter och fem passagerare. Spelet gick ut på att plocka upp och flyga karaktärerna till den valda destinationen för att simulera helikopterns flygresa. Spelet är idag avvecklat.
Toca Tea Party
Toca Tea Party, var den andra app som Toca Boca lanserade. Här får spelaren ordna en tebjudning och spelet främjar rollspel. Spelaren får möjligheten att utforma sitt uppdukade bord genom att välja bordsduk, glas, porslin, musik och dryck. Interaktioner som att äta, dricka, spilla och städa finns också tillgängliga. Bjudningsgästerna består av leksaker, och/eller människor med pekskärm som stödjer flera användare samtidigt.
Hair Salon 1-4
Hair Salon var, tillsammans med Toca Doctor, Toca Bocas första riktiga app succéer. I Toca Bocas experimentella och fantasifulla salong sker miljontals make-overs varje dag. Här kan spelaren klippa, tvätta, färga, föna och styla frisyrer, samt trimma skägg, mustascher och sminka eller ansiktsmåla figurerna på en mängd karaktärer i oändliga variationer.
Toca Kitchen
I Toca Kitchen får spelaren välja hur hen ska förbereda och laga en särskild maträtt eller måltid, för att sedan servera en av fyra karaktärer i spelet. Varje karaktär har sina egna preferenser när det gäller ingredienser och tillagning, vilket även tydligt avspeglas i karaktärens reaktioner och vilja att äta det som serveras. Till spelarnas stora glädje finns det väldigt få gränser när det kommer till själva matlagandet och vad som kan anses utgöra en måltid.

## Toca Life App Series
Toca Life är en serie digitala spel som uppmuntrar rollspel. Spelaren kan flytta på karaktärerna i skärmen med fingret, och få dem att äta, sitta etcetera. I serien ingår en mängd olika tema-baserade distrikt som karaktärerna kan besöka. Varje distrikt erbjuder i sin tur sina egna unika lekmöjligheter som till exempel sjukhus, kontor, bondgård eller affär. Inom Toca Life finns en mängd olika typer av karaktärer att spela med – från figurer i skolålder respektive vuxna till pensionärer, småbarn, djur och väsen. Spelaren har även möjlighet att spela med flera karaktärer i en scen. Möjligheten att klä på och av karaktärerna olika kläder introducerades 2015 i expansionen Toca Life: City.
Lista på Toca Life-expansioner (i ordning): 
- Toca Life: Town
- Toca Life: City
- Toca Life: School
- Toca Life: Vacation
- Toca Life: Farm
- Toca Life: Stable
- Toca Life: Hospital
- Toca Life: Office
- Toca Life: Pets
- Toca Life: After School
- Toca Life: Neighborhood
- Toca Life World

## Toca Life World
Toca Life World lanserades i november 2018. Det övergripande syftet med appen är att uppmuntra och stötta barns lek, kreativitet och skapande på bästa möjliga sätt genom att varje barn får chansen att sätta sin egen prägel på både figurer och spelmiljö. I Toca Life World kan barn skapa sina helt egna figurer med hjälp av Character Creator och designa samt inreda unika hus och hem i Home Designer.
Toca Life World kombinerar alla Toca Life-apparna i ett enda sammanlänkat universum. Användarna kan välja mellan att spela gratisversionen (som innehåller distriktet Bop City, samt en enklare karaktärsskapare) eller att uppgradera appen för att få tillgång till något eller några av den stora mängden tillval.
Om en spelare redan köpt någon av Toca Life-apparna får de även tillgång till alla de digitala spelen i Toca Life World. Spelarna kan också leka med karaktärerna från de olika Toca Life-spelen när de besöker någon av Toca Life Worlds olika platser.  

## Lista på utvecklade appar
En lista på lanserade appar (i kronologisk ordning - från senast släppta till första releasen):
- 46. Toca Hair Salon 4, februari 2020
- 45. Toca Kitchen Sushi, december 2019
- 44. Toca Life World, november 2018
- 43. Toca Life: Neighborhood, oktober 2018
- 42. Toca Mystery House, juni 29th 2018
- 41. Toca Life: After School, mars 2018
- 40. Toca Life: Pets, december 2017
- 39. Toca Life: Office, september 2017
- 38. Toca Lab: Plants, juni 2017
- 37. Toca Life: Hospital, april 2017
- 36. Toca Hair Salon 3, december 2016
- 35. Toca Life: Stable, november 2016
- 34. Toca Life: Farm, oktober 2016
- 33. Toca Life: Vacation, juni 2016
- 32. Toca Dance Free, mars 2016
- 31. Toca Dance, februari 2016
- 30. Toca Blocks, december 2015
- 29. Toca Life: School, oktober 2015
- 28. Toca Life: City, juni 2015
- 27. Toca Kitchen 2, december 2014
- 26. Toca Nature, november 2014
- 25. Toca Boo, oktober 2014
- 24. Toca Life: Town, maj 2014
- 23. Toca Pet Doctor, februari 2014
- 22. Toca Lab: Elements, december 2013
- 21. Toca Hair Salon Me, november 2013
- 20. Toca Mini, oktober 2013
- 19. Toca Cars, september 2013
- 18. Toca Builders, juni 2013
- 17. Toca Hair Salon 2, december 2012
- 16. Toca Tailor: Fairy Tales, november 2012
- 15. Toca Tailor, oktober 2012
- 14. Toca Band, september 2012
- 13. Toca Train, juni 2012
- 12. Toca Kitchen Monsters, mars 2012
- 11. Toca House, februari 2012
- 10. Toca Kitchen, december 2011
- 9. Toca Hair Salon - Christmas Gift, november 2011
- 8. Toca Birthday Party, oktober 2011
- 7. Toca Store, oktober 2011
- 6. Toca Robot Lab, juli 2011
- 5. Toca Hair Salon, juni 2011
- 4. Paint My Wings, maj 2011
- 3. Toca Doctor, april 2011
- 2. Toca Tea Party, mars 2011
- 1. Helicopter Taxi, mars 2011

## Priser och utmärkelser
Toca Boca har vunnit flera priser för sina spel:
2022
- Kidscreen Award vinnare, bästa spelapp—original: Toca Life World[20]

2021
- Apple, App Store Awards vinnare, årets iPhone-applikation: Toca Life World[21]

2020
- Webby Award vinnare i kategorin applikationer och mjukvara, familj och barn 2020: Toca Life World[22]

2019
- Kidscreen Award nominering, bästa spelappen—original: Toca Mystery House[23]
- Parent's Choice, silverpriset: Toca Life World[24]

2018
- Fast Company, innovation genom design: Toca Lab: Plants[25]
- KAPi, bästa app för barn (äldre barn): Toca Life Hospital
- Parent's Choice, silverpriset: Toca Life World[26]
- Kidscreen Award nominering, bästa spelapp—original: Toca Life: Hospital[27]

2017
- Kidscreen Award vinnare, bästa streamingplattform för video: TocaTV[28]

2015
- Webby Award finalist i kategorin mobilhemsidor och appar: Toca Nature[29]
- 2015 BolognaRagazzi Digital Award hedersomnämnande: Toca Nature
- iKids Award 2015: bästa app för lärande - surfplatta: Toca Lab[30]

2014
- Cinekid, årets app: Toca Pet Doctor
- The National Parenting Publications Award (NAPPA): Toca Town (silver)[31]
- The Lovie Award, silverpris i kategorin mobilappar: Toca Lab
- Junior Design Awards 2014, kortlista i kategorin bästa app för barn[32]
- App Stores bästa IPhone-appar 2014: Toca Lab[33]
- App Stores bästa IPad-appar 2014: Toca Nature[33]

2013
- KAPI-priset för mest banbrytande studio inom kategorin teknologi riktad mot barn
- Bestekinderapps.de, bästa innovativa appar och spel för barn 2013: Toca Tailor och Toca Hair Salon Me[34]
- TIFF (Toronto International Film Festival) Kids Audience Choice, pris för favorit bland digiPlaySpace-appar: Toca Kitchen
- iKids Award 2013: bästa spelapp - barn från 6 år: Toca Tailor[35]
- Parents Choice Award: Toca Tailor (guld),[36] Toca Hair Salon 2 (silver),[37] Toca Band (guld),[38] Toca Builders (guld),[39] Toca Train (silver)[40]

2012
- The Lovie Awards: Toca Kitchen (brons) och Toca Hair Salon (kortlista)[41]
- The National Parenting Publications Award (NAPPA), virtuella kategorin: Toca Kitchen (guld) och Toca Train (hedersomnämnande)[31]
- The Parents' Choice Awards: Toca Tea Party (guld), Toca Kitchen (guld), Toca Robot Lab (guld) och Toca Hair Salon (silver).[42] Toca Boca var den enda spelutvecklingsstudion inom mobil-kategorin att vinna tre guld.

2011
- The Telenor Digital Prize[43]
- The National Parenting Publications Award (NAPPA): Toca Hair Salon (guld) inom kategorin medier för barn och virtuell.[44]